# Vollzeitäquivalent
Das Vollzeitäquivalent (Abkürzung VZÄ) oder Vollbeschäftigtenäquivalent ist eine Hilfsgröße bei der Messung von Arbeitszeit. Sie ist definiert als die Anzahl der gearbeiteten Stunden (in einem Unternehmen, einer Region oder einem Land), geteilt durch die übliche Arbeitszeit eines Vollzeit-Erwerbstätigen, beispielsweise 40 Stunden. In Unternehmen gibt die Anzahl der VZÄ an, wie viele Vollzeitstellen sich rechnerisch bei einer gemischten Personalbelegung mit Teilzeitbeschäftigten ergeben. Der entsprechende Anglizismus FTE (englisch full time equivalent) wird auch im deutschen Sprachraum häufig verwendet. Kennzahlen zur Beschäftigung sind unter Verwendung von VZÄ  bzw. Vollkräften in der Regel aussagekräftiger als die Anzahl der Beschäftigten.
Der Begriff der Vollkräfte (Abkürzung VK) wird in vielen Bereichen gleichbedeutend hierfür genutzt, darunter ist der Krankenhausbereich sowie das Statistische Bundesamt.

## Verwendung als gesamtwirtschaftliche Kenngröße

Entwicklung der Vollzeitäquivalente in Deutschland

Nebenstehende Abbildung verdeutlicht die Verwendung von Vollzeitäquivalenten. Die dunkelblaue Linie zeigt eine steigende Anzahl von Erwerbstätigen in Deutschland seit den frühen 2000ern. Gleichzeitig blieb das Arbeitsvolumen (die Summe der gearbeiteten Stunden) in etwa gleich. Als Konsequenz sank die gesamtwirtschaftliche Beschäftigung, gemessen in Vollzeitäquivalente, da etwa die gleiche Menge an Arbeit auf mehr Köpfe verteilt wurde. Erst 2013 erreichte das Beschäftigungsniveau in VZÄ wieder das Niveau von 2000 und steigt seitdem weiter.

## Verwendung im Personalmanagement

### Deutschland
In Deutschland alternativ verwendete Begriffe sind Vollbeschäftigteneinheit (VBE oder VbE), Vollzeit-Arbeitskraft, Vollzeitmitarbeiter, Vollkraft (VK), Mitarbeiteräquivalent (MÄ), Mitarbeiterkapazität (MAK) sowie in der Bayerischen Justiz Arbeitskraftanteile (AKA) in Gebrauch. Bei der Personalschlüsselberechnung in Kindertageseinrichtungen werden das Vollzeitbeschäftigungsäquivalent und das Vollzeitbetreuungsäquivalent verwendet. Besonders im Bereich der öffentlichen Verwaltung ist der Ausdruck Vollzeiteinheit (VZE) zu finden.
Der Ausdruck VZÄ oder FTE bildet somit eine etablierte und standardisierte Vergleichsgröße (Indikator für zum Beispiel Benchmarking).

### Österreich
Das Vollbeschäftigtenäquivalent (Abkürzung VBÄ) ist in Österreich eine Maßzahl zur Definition der höchstzulässigen quantitativen und qualitativen Personalkapazität des Bundes (Personalstand).
In Österreich ist es im § 44 Bundeshaushaltsgesetz (Personalplan) definiert. Eine Planstelle ermächtigt zur Beschäftigung von Personal im Ausmaß von bis zu einem Vollbeschäftigtenäquivalent. Somit können durch Teilzeitdienstverträge auch mehr Personen als Planstellen im Personalstand sein.
Das Vollbeschäftigtenäquivalent kann als Beschäftigungsausmaß bzw. die Summe der Beschäftigungsausmaße eines Planstellenbereiches in Prozent geteilt durch 100 berechnet werden.

### Berechnungsbeispiel
```
Beispiel:

1 Vollzeitkraft mit 39 Stunden
1 Teilzeitkraft mit 29 Stunden
1 Teilzeitkraft mit 10 Stunden

Vollzeitäquivalent = (39 + 29 + 10) / 39

Vollzeitäquivalent = 78 / 39  = 
2,0
```